# Scrophularia pluriflora
Scrophularia pluriflora är en flenörtsväxtart som beskrevs av Ignatz Urban och Ekman. Scrophularia pluriflora ingår i släktet flenörter, och familjen flenörtsväxter. Inga underarter finns listade i Catalogue of Life.